# Pallacanestro Virtus Roma 1981-1982
Formazione della Pallacanestro Virtus Roma 1981-1982.
1981/82
|  | Italia (bandiera)      | Massimo Bini       |
|  | Italia (bandiera)      | Roberto Castellano |
|  | Italia (bandiera)      | Enrico Gilardi     |
|  | Italia (bandiera)      | Giuseppe Grimaldi  |
|  | Stati Uniti (bandiera) | Phil Hicks         |
|  | Stati Uniti (bandiera) | Kim Hughes         |
|  | Italia (bandiera)      | Paolo Maiolo       |
|  | Italia (bandiera)      | Giovanni Papitto   |
|  | Italia (bandiera)      | Fulvio Polesello   |
|  | Italia (bandiera)      | Sauro Rossetti     |
|  | Italia (bandiera)      | Stefano Sbarra     |
|  | Italia (bandiera)      | Fabrizio Valente   |

- Allenatore: Paolo Di Fonzo (Giancarlo Asteo)
- Presidente: Eliseo Timò